# Amilcar CS
La CS è una piccola vettura sportiveggiante prodotta dal 1922 al 1925 dalla casa francese Amilcar.

## Storia e profilo
La CS fu uno dei tre modelli Amilcar lanciati nel 1922, al debutto commerciale della Casa di Saint-Denis: gli altri due erano la C4 e la CC. Con quest'ultima, la CS mantiene la parentela più stretta, pur condividendo telaio e meccanica anche con la C4.
Con la CC, infatti, la CS mantiene anche l'impostazione e la vocazione sportiva. La CS può definirsi di fatto come una CC più spinta.
Le prime CS prodotte nel primo anno, però, non si chiamavano ancora CS, ma CV, e sono da considerarsi come un pre-modello o un modello di transizione prima del modello definitivo. La CV montava un'evoluzione del motore a 4 cilindri da 903 cm³ montato sulla CC. Nella CV tale unità fu infatti rialesata e raggiunse i 980 cm³ di cilindrata.
Il modello definitivo, la vera CS, fu svelata un anno dopo, nell'ottobre 1923 al salone di Parigi. Rispetto alla CV beneficiò di ulteriori interventi alla meccanica, che per la maggior parte rimase comunque la stessa di quella della CC.
La CS montava un 4 cilindri da 1003 cm³, lo stesso che equipaggiava la C4, ma leggermente rivisto in modo da erogare una potenza massima di 25 CV, a fronte dei 22 CV della C4. Tale incremento fu possibile grazie a una leggera riprofilatura dell'asse a camme laterale.
La velocità massima era di circa 100 km/h, un valore reso possibile dal leggero corpo vettura, di circa 380-400 kg.
Una delle più particolari caratteristiche della CS era quella di disporre di un comando a pedale che trasformava lo scarico silenziato in scarico libero, in modo da trasformare il carattere della piccola vetturetta, che diveniva così leggermente più grintosa e con un sound motoristico più aggressivo.
La CS fu prodotta parallelamente alla CC, con la quale condivise anche l'uscita di produzione, avvenuta nel 1925.